# Montserrat Reixach i Canalies
Montserrat Reixach i Canalies, coneguda senzillament com a Montse Reixach (1945 - La Vall de Bianya, Garrotxa, 15 de juliol de 2022) fou una política catalana.
Montse Reixach fou alcaldessa de La Vall de Bianya. Va ser una de les primeres dones a encapçalar una alcaldia a tot l'Estat espanyol. Reixach ocupà el càrrec el 17 de maig de 1973, anys abans de la fi del franquisme. La seva condició de dona i alcaldessa en l'època no va ser estrany a la Vall de Bianya, ja que Reixach era molt activa en el poble i era molt coneguda entre els veïns. Destacava la seva proximitat a l'hora d'exercir l'alcaldia. Va ser alcaldessa sis anys, fins al 1979. El seu mandat (1973-1979) coincidí així amb la fi de la dictadura i l'inici del període de recuperació de la democràcia.